# Faustita
La Faustita es un mineral, fosfato hidratado de aluminio y zinc, con hidroxilos, que pertenece al grupo de la truquesa. Fue dscrita por primera vez a partir de muestras encontradas en la mina Copper King,  Schroeder Mt,  condado de  Eureka, Nevada (USA), que consecuentemente es su localidad tipo. El nombre es un homenaje al Dr, Tobias Faust, mineralogista estadounidense del US Geological Survey.

## Propiedades físicas y químicas
La faustita es el análogo de la turquesa en la que el zinc reemplaza al cobre. En general, contiene también algo de Cu2+ en la posición del zinc, y algo de Fe3+ en la del aluminio. Es de color azul más o menos verdoso, o verde claro, dependiendo de la cantidad de cobre y de hierro presente. Su aspecto es muy parecido al de la turquesa, con la que puede confundirse en ausencia de análisis. Aparece generalmente como masas compactas de superficie botrioidal, y ocasionalmente como esferillas de aspecto cristalino de estructura interior radiada, o como agrupaciones de microcristales tabulares.

## Yacimientos
La fausita se encuentra en pizarras alteradas por argilización. Es un mineral poco frecuente, con unas 30 localidades conocidas en el mundo.En la localidad tipo se encuentra como esferillas de color verde. Otra localidad estadounidense conocida es la mina de Bingham Canyon, en el condado de Salt Lake, Utah. En Bolivia se ha encontrado en la mina siglo XX, en Llallagua, Potosí.